# 찰방
찰방(察訪)은 조선시대의 각 역참(驛站)과 관, 원등에 근무하며 해당 역로(驛路)와 역마, 통행 등을 관리하고 해당 역참과 원 등에서 근무하는 종6품 관원을 말한다. 본래는 종6품의 관원을 보직하는 자리이지만 그 이상의 직급이 임명되기도 하며 정3품 당하관 이상이 임명되는 사례는 드물다. 이들은 지방관의 하나이지만 해당지방 도 관찰사의 예하는 아니다. 청단도, 유곡도, 경안역 등의 근무지를 앞에 붙여서 칭한다.
해당 역참에 근무하는 서리인 역리(驛吏) 등의 관리감독도 한다. 사역원의 찰방은 찰방이지만 중앙관청에서 근무한다. 양재역 찰방과 영서도 찰방 등 한성부 인근의 찰방은 중앙관이 무관 당하관이나 하급 문관이 겸직하기도 했다.
고려에서는 역승이 존재하였으나 명칭이 수시로 바뀌었다. 조선은 역로를 늘리고, 1457년(세조 3) 7월 역승을 폐지하고 역참 관리자의 직급을 종6품으로 정하면서 찰방이라고 이름하였지만, 6품 이상 정3품 당하 이하의 관원을 임명하였다. 이는 서리(書吏)로 있다가 관직에 임용되는 서리거관자(書吏去官者)로 임명된 역승들이 주로 사사로이 이익을 도모하고, 인근 지역 백성들의 생활을 침해한다는 점, 역승의 직급이 높지 않다 하여 사신으로 왕래하는 중앙관들이 저지르는 각종 대우, 처우 문제 등이 심하다는 언급들이 계속 나왔기 때문이다.
1462년 1월에는 찰방이 관할하는 역이 많으므로 찰방 인원의 증원 외에, 찰방도(察訪道)에 찰방을 보좌할 역승 1인을 더 설치하자는 논의가 나오면서 역로를 크게 개편하였다. 1462년 8월 충청도와 전라도에 찰방 3인과 역승 각 3인씩, 경상도에 찰방과 역승 각각 5인씩, 강원도에 찰방, 역승 각 2인씩, 황해도에 찰방만 2인씩 두게 되었다. 그러나 상황에 따라 역로, 관, 원 등의 증감에 따라 정원은 수시로 조정되었다. 1894년 갑오경장으로 폐지되었다.

## 기타
찰방의 역할과 위치는 역의 역장과 유사하다고 볼 수 있으나, 찰방은 단순히 1개 역을 관리하는 업무에 그치지 않았다. 속역(屬驛), 즉 여러 개의 소속 역이 관할하는 여러 역을 모두 관장해야 했으며, 역이 지나는 도로를 중심으로 한 지역에 대한 행정권도 일부 가지고 있었으므로 현재의 역장과는 분명한 차이가 있다. 전철이나 지하철의 승무원과 역무원은 일선에서 각각의 역참 업무를 수행하는 역리와 유사하다.

## 같이 보기
- 역승
- 역참
- 역마
- 파발
- 봉수대

## 참고 문헌
- 조선왕조실록, 대동야승, 연려실기술, 승정원일기, 비변사등록, 일성록